# Teodozjusz (Tsitsiwos)
Teodozjusz, imię świeckie Teodosios Tsitsiwos (ur. 1973 w Kyparissos) – biskup prawosławny w jurysdykcji Patriarchatu Aleksandryjskiego.

## Życiorys
W 1997 został przyjęty do stanu mniszego i wyświęcony na hierodiakona. Święcenia kapłańskie przyjął w 2002. Chirotonię biskupią otrzymał 6 grudnia 2018. W tym samym roku został metropolitą Kanangi. W 2022 r. przeniesiony do metropolii Kinszasy.